# サミュエル・モスバーグ
サミュエル・モスバーグ(Samuel A. Mosberg、1896年6月14日-1967年8月30日)は、1920年代初頭に活躍したアメリカ合衆国のライト級のボクシング選手である。ニューヨーク出身。

## キャリア
1912年にボクシングを始め、オリンピック後にプロ転向するまでにアマチュアで250戦を重ねた。
プロでは57戦を行い、1923年に引退した。

### オリンピック
1920年のアントワープオリンピックでは、決勝でデンマークのゴトフレッド・ヨハンセンを破り、ライト級の金メダルを獲得した。金メダルを取るまでに、彼はオリンピックでのボクシングの歴史上最も早い、開始数秒でのノックアウト勝利も挙げている。
20世紀前半に長年、アメリカ合衆国のオリンピックでのボクシングのコーチを務めたスパイク・ウェッブは、「サミー・モスバーグは、自身がコーチした最も偉大なオリンピックのチャンピオンだ」と語っている。ウェッブは、いずれも金メダル獲得後、プロの世界チャンピオンとなったジャッキー・フィールズ、フィデル・ラバルバ
、フランキー・ジェナロらも指導している。

## マカビア競技大会
モスバーグはユダヤ人であり、1953年のマカビア競技大会で、アメリカ合衆国のボクシングチームのコーチを務めた。

## 殿堂
モスバーグは1985年に国際ユダヤ人スポーツの殿堂に選ばれた。